# Félix de Blochausen

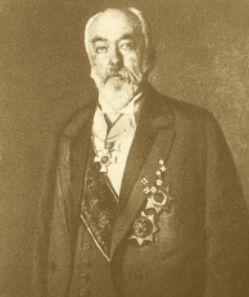
Félix baron de Blochausen

Félix baron de Blochausen (Birtrange, 5 maart 1834 - Schieren, 15 november 1915) was een Luxemburgs politicus.
Félix de Blochausen was afkomstig uit een adellijke familie. Zijn vader was Friedrich Georg Prosper baron von Blochausen (1802-1886), staatskanselier van Luxemburg in Den Haag.
Félix de Blochausen was van 14 december 1866 tot 3 december 1867 minister van Binnenlandse Zaken in de regering-de Tornaco. Hierna was hij van 1872 tot 1874 voorzitter van de Kamer van Afgevaardigden.
Hij werd op 26 december 1874, na het aftreden van premier Emmanuel Servais premier, staatsminister, minister-president en minister van Buitenlandse Zaken. Van 21 september tot 12 oktober 1882 was hij korte tijd waarnemend minister van Financiën. Onder zijn premierschap werd op 20 april 1881 door minister van Binnenlandse Zaken Henri Kirpach de leerplichtswet doorgevoerd die het voor kinderen van 9 tot 12 jaar verplicht stelde om onderwijs te volgen. Félix de Blochausen bleef premier en minister van Buitenlandse Zaken tot 20 februari 1885.
Als lid van de Kamer van Afgevaardigden bestreed hij na zijn aftreden als premier het beleid van premier Paul Eyschen en werd zijn voornaamste politieke tegenstander.
Van 1893 tot 1915 was De Blochausen voorzitter van de Société agricole grand-ducale.

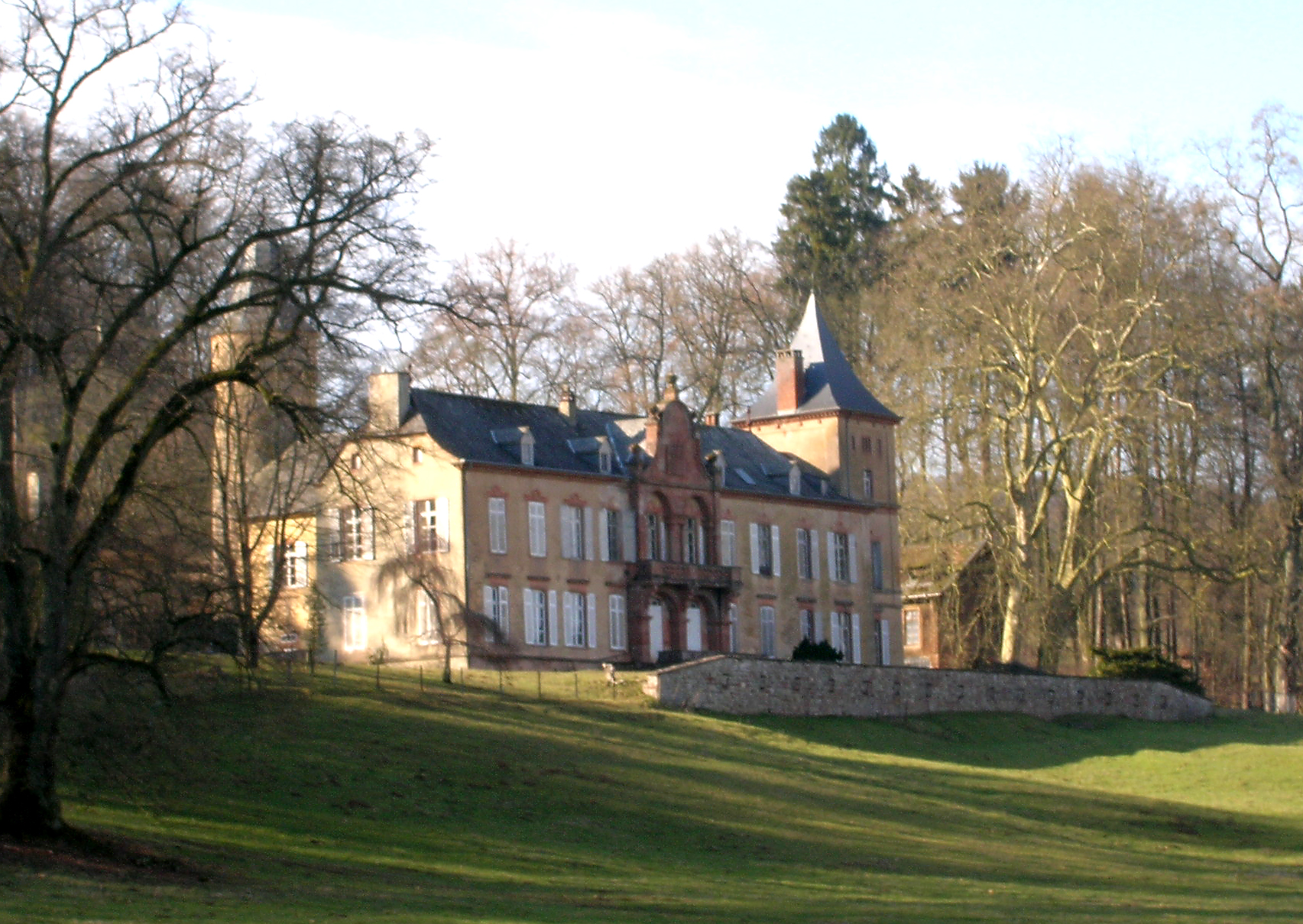
Slot Birtrange

Félix de Blochausen overleed op 15 november 1915 op het Slot Birtrange. Zijn lichaam werd bijgezet in het familiegraf bij de parochiekerk van Berg.
Als politicus stond De Blochausen bekend als conservatief-liberaal.

## Eretekens
- Grootlint in de Leopoldsorde.[1]
- Grootlint Orde van de Eikenkroon.[1]
- Grootkruis orde van de Nederlandse Leeuw.[1]
- Grootkruis Orde van de Witte Valk, Saksen.[1]
- Ridder 2e klasse, Huisorde van Nassau.[1]
- Grootofficier Erelegioen.[1]
- 1st Klasse Orde van Waldeck-Pyrmont.[1]